# Alconera
Alconera ist ein Dorf und eine Gemeinde (municipio) mit 756 Einwohnern (Stand: 2024) im Zentrum der spanischen Provinz Badajoz in der Autonomen Gemeinschaft Extremadura. 

## Lage
Alconera liegt etwa 70 Kilometer südöstlich der Provinzhauptstadt Badajoz und etwa 52 Kilometer südsüdwestlich von Mérida in einer Höhe von ca. 515 m.Das Klima im Winter ist gemäßigt, im Sommer dagegen warm bis heiß; die eher geringen Niederschlagsmengen (ca. 444 mm/Jahr) fallen – mit Ausnahme der nahezu regenlosen Sommermonate – verteilt übers ganze Jahr.

## Bevölkerungsentwicklung
| Jahr      | 1970 | 1981 | 1991 | 2001 | 2011 | 2021 |
| Einwohner | 1149 | 890  | 801  | 729  | 748  | 745  |

## Sehenswürdigkeiten
- Peterskirche (Iglesia de San Sebastián)
- Marienkapelle
- Annenkapelle
- Bartholomäuskapelle

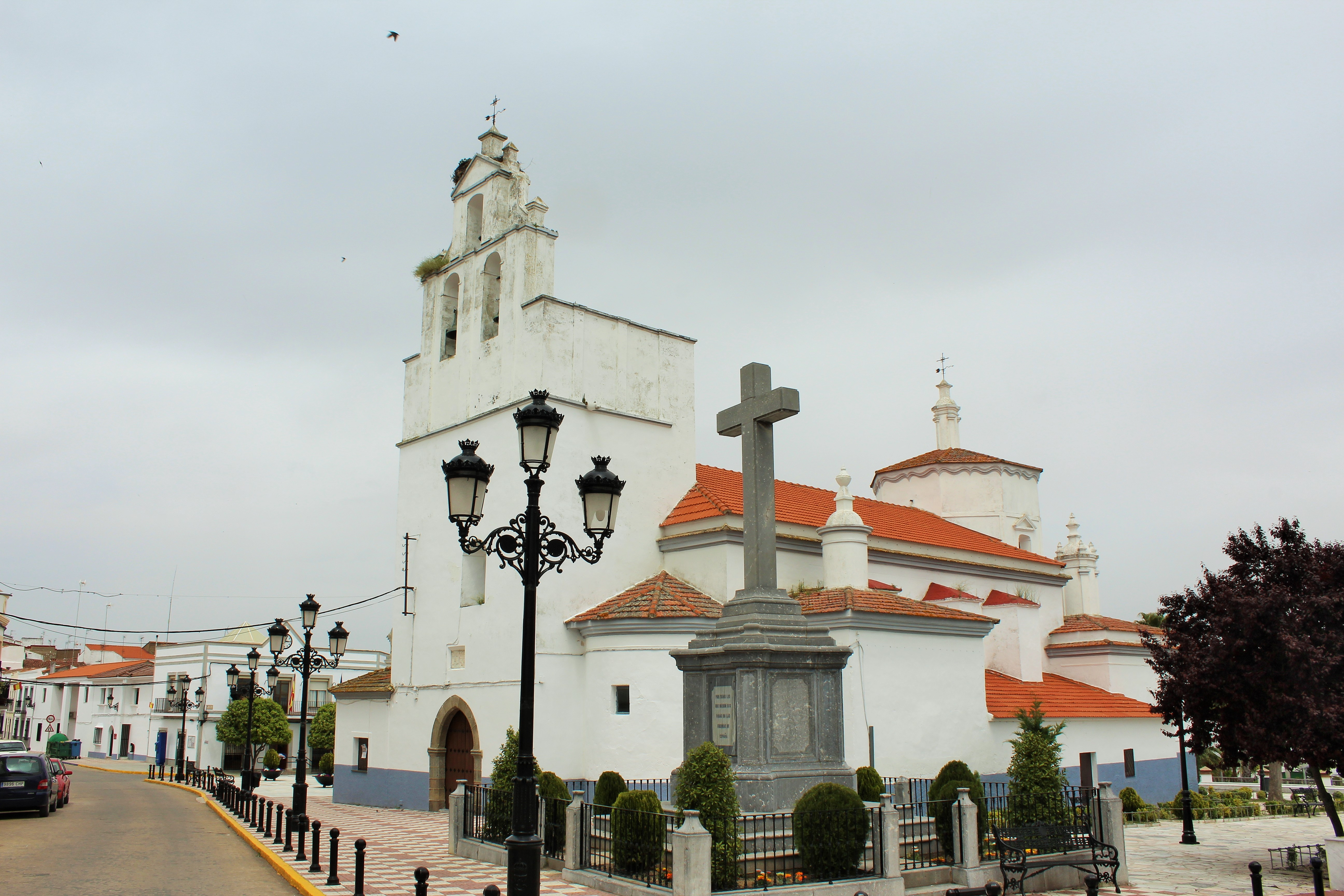
Peterskirche
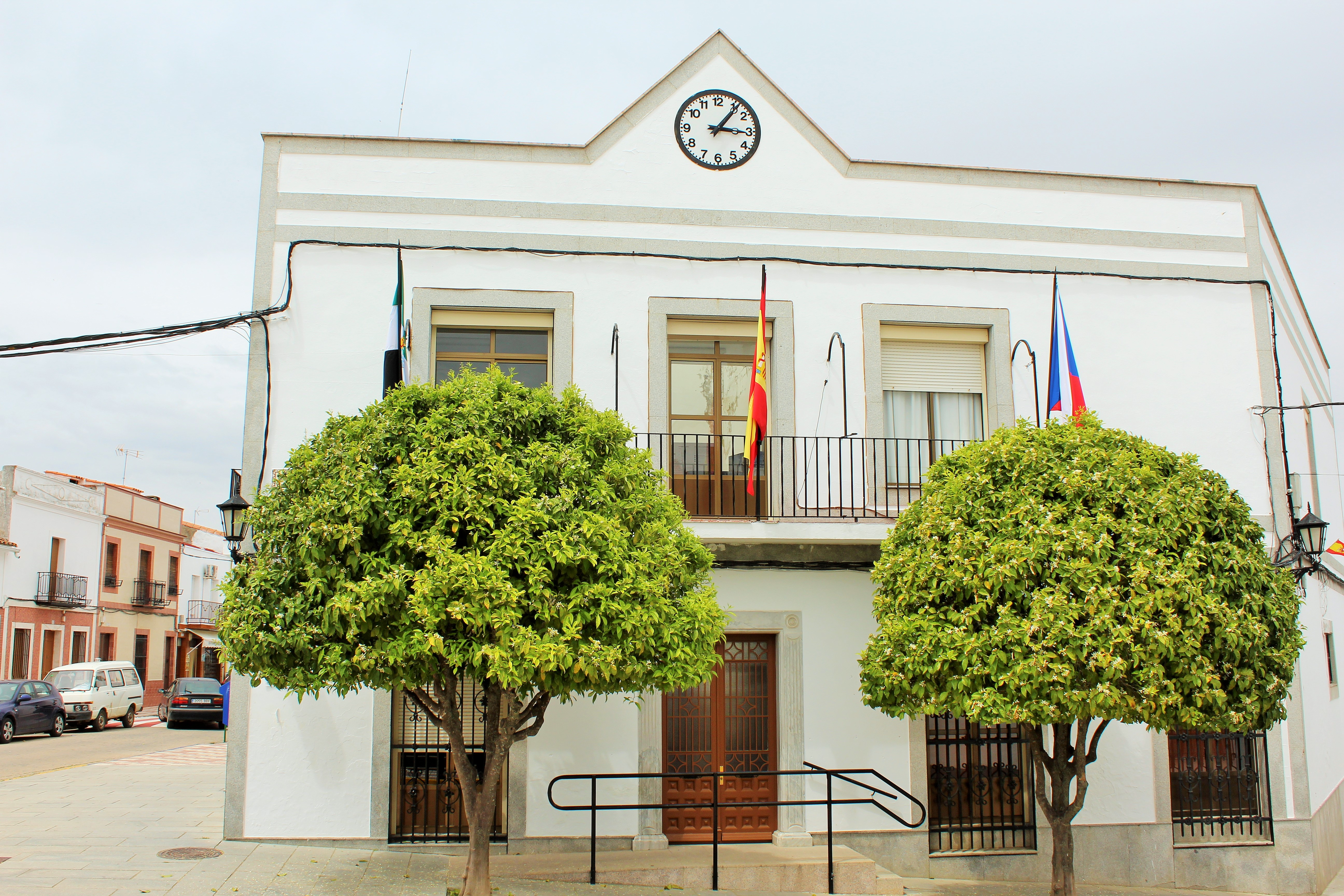
Rathaus